# Jan Rudzutak
Jan Ėrnestovič Rudzutak (in russo Ян Эрнестович Рудзутак?, in lettone: Jānis Rudzutaks; Cauņi, 15 agosto 1887 – Mosca, 29 luglio 1938) è stato un rivoluzionario, politico e sindacalista sovietico.

## Biografia
Nacque nel chutor di Cauni, nell'allora Governatorato di Curlandia dell'Impero russo (oggi in Lettonia), e fin da bambino lavorò come pastore e contadino. Sì trasferì poi a Riga dove, mentre svolgeva differenti lavori, iniziò ad avvicinarsi ai gruppi rivoluzionari, entrando nel 1905 a far parte della locale sezione del Partito Operaio Socialdemocratico Russo. Nel 1907 fu arrestato dalla polizia zarista e condannato a quindici anni di lavori forzati. Durante la prigionia si dedicò all'autoformazione, imparando tra l'altro inglese, francese e tedesco e completando la propria formazione marxista.
Liberato in seguito alla Rivoluzione di febbraio del 1917, tornò subito a dedicarsi alla politica e all'attività sindacale e ricoprì numerosi incarichi dopo la conquista del potere da parte dei bolscevichi. Tra l'altro, fu Segretario generale del Consiglio centrale dei sindacati di tutta l'Unione dal 1920 al 1921, membro del Comitato centrale del Partito bolscevico dal 1920 al 1937, della Segreteria e dell'Orgburo dal 1923 al 1924, del Politburo del PCUS dal 1926 al 1932. Fu inoltre Commissario del popolo dell'URSS per le vie di comunicazione dal 1924 al 1930 e per l'ispezione operaio-contadina dal 1931 al 1934. Nello stesso periodo fu Presidente della Commissione centrale di controllo del partito.
Arrestato durante le Grandi purghe nel maggio 1937, fu giustiziato nell'estate dell'anno successivo e riabilitato nel 1956.